# Claude Briand-Picard
Claude Briand-Picard, né à Saint-Armel le 5 novembre 1946, est un artiste plasticien contemporain français abstrait vivant et travaillant à Saint-Armel (Morbihan).

## Biographie

### Formation
Claude Briand-Picard étudie à l’école des beaux-arts et à l’UER arts plastiques de l’université de Haute-Bretagne, à Rennes,.

### Carrière

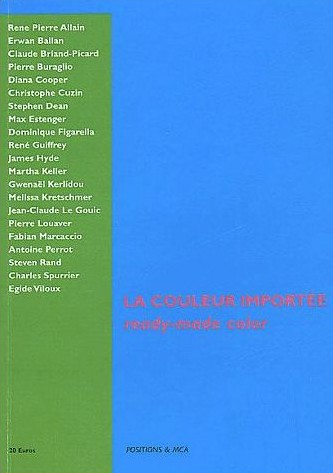
Couverture de Ready-made color, la couleur importée.

Il se considère comme un héritier des mouvements de l’abstraction américaine et européenne des années 1970, notamment de Supports/Surfaces.
Il a codirigé avec Antoine Perrot, un ouvrage collectif bilingue réunissant les textes de 21 artistes français et étrangers autour de la notion Ready-made color ou la couleur importée,,.
Il a été commissaire avec Antoine Perrot de plusieurs expositions collectives à la galerie Corinne Caminade (Paris), au Centre d’art Passerelle (Brest), à l’atelier 340 Muzeum (Bruxelles), à la fondation Espace Écureuil pour l’art contemporain (Toulouse).

### Principales étapes
- Années 1970 - Peintures abstraites.
- Années 1980 - Papiers collés avec des journaux, volumes avec des emballages carton. Premières peintures sur des toiles de jute de couleur.
- Années 1990 - Utilisation de cotons de couleur tendus sur différentes formes de châssis. Recouvrement limité à la largeur du châssis et ajout d’autres matériaux (Styroglas, Plexiglas, bois, toiles cirées, tissus décoratifs).
- Années 2000 - Utilisation de barrières de signalisation, avertisseurs de chantiers[9].

## Expositions

### Expositions personnelles
- 2017 : « Ma vie de dessins depuis 1970 », galerie Réjane Louin, Locquirec[10],[11]
- 2016 : « Vitrail », La Borne, Beaugency[12]
- 2016 : L'H du Siège, Valenciennes[13],[14],[15]
- 2015 : « Un parcours », galerie de l'E.S.P.E.U, Vannes[16],[17]
- 2015 : « Thermocollages », Les moments artistiques, Paris[18]
- 2012 : « Géométries du quotidien », galerie Réjane Louin, Locquirec[19],[20]
- 2009 : « Démarquez-moi », galerie Françoise Livinec, Paris[21],[22]
- 2000 : « Fragments, formes et reflets », Musée des Beaux-Arts La Cohue, Vannes[23]
- 1999 : « Fragments, formes et reflets »,  Musée des Jacobins, Morlaix[23],[24]

### Avec Antoine Perrot
- 2021 : « Avant le futur, des années de complicité », galerie Réjane Louin, Locquirec[25]
- 2008 : « Rien ne va plus, les couleurs sont faites », Fondation pour l’art contemporain, Espace Écureuil, Toulouse[8]
- 2007 : « Toutes les couleurs sont autorisées à condition que cela n’empêche pas le commerce », Atelier 340 Muzeum, Bruxelles[7]

### Expositions collectives
- 2020 : « Choses dites », Espace d'art Chaillioux, Fresnes[26]
- 2020 : « Le soleil brille mais la lune ne le voit pas », galerie Réjane Louin, Locquirec
- 2019 : « Jardins », C.A.C.T.U.S, Quimper[27]
- 2018 : « Point à la ligne », galerie la Manufacture, La Rochelle[28]
- 2010 : « Cohabitation. Carte blanche à la Galerie Réjane Louin », chapelle Saint-Matthieu, Morlaix, Les Moyens du bord[29]
- 2009 : Galerie Françoise Livinec, Huelgoat[30]

## Collections publiques
- Artothèque de Vitré
- Musée de la Cohue, Vannes
- Musée des Jacobins, Morlaix
- Musée d'Art moderne de Paris[31]
- Fonds national d'art contemporain, Paris[32]

## Publications
- Claude Briand-Picard, Antoine Perrot, Ready-made color, la couleur importée, ouvrage collectif, Éditions Positions et Maison de la culture d'Amiens, 2002  (ISBN 2-9509864-2-0)
- Claude Briand-Picard, Christophe Cuzin, Antoine Perrot, Peindre ? enquête et entretiens sur la peinture abstraite, Editions Positions, Paris, 1996  (ISBN 2-9509864-0-4)[33],[34]

#### Catalogues
- Choses dites, Fresnes, Espace d'art Chaillioux, 2020 (lire en ligne).
- Louis Doucet, Les Dessins de Claude Briand-Picard, galerie Réjane Louin/ éditions Le bel été.
- Marie-Françoise Le Saux, Démarquez-vous - Le jeu du portrait, éditions Françoise Livinec, 2009 (lire en ligne)Catalogue de l’exposition « Démarquez-moi » à la galerie Françoise Livinec
- Claude Briand-Picard : fragments, formes et reflets, pour l'exposition présentée par le musée de la Cohue, Vannes, et le musée des Jacobins, Morlaix, textes de C. Briand-Picart, Michel Dugué, Ann Hindry, et al., Morlaix / Vannes, 1999  (ISBN 2-909299-12-0 et 2-906218-29-4).
- Olivier Grasser, Claude Briand-Picard, galerie Bernard Jordan, 1994  (ISBN 9782307402190).

#### Ouvrages
- François Jeune, L'Entretien de la peinture, Éditions de la Canopée, 2020  (ISBN 978-2-9565038-3-5).
- Marion Daniel, Claude Briand-Picard, déplacements métonymiques, Valenciennes, 2016 (lire en ligne), plaquette pour l'exposition à L'H du Siège.
- André Scherb, Un parcours. Claude Briand-Picard, 2015.
- René Le Bihan, Claude Briand-Picard au domaine de Kerguéhennec, Transversales, 2013.
- Collectif, Allgemeines Künstlerlexikon Online/ Artists of the World Online, Berlin, New York: K. G. Saur, édité par Wolf Tegethoff, Bénédicte Savoy et Andreas Beyer, 2009 (lire en ligne).

#### Revues
- « Ce que disent les peintres », entretiens réunis par Sandrine Morsillo et Antoine Perrot, Pratiques picturales, université Paris 1 Panthéon-Sorbonne, L’Harmattan, 2019  (ISBN 978-2343165134).
- François Jeune, « Claude Briand-Picard. La couleur importée », Art Absolument, n° 71, mai/juin 2016.
- Antoine Perrot, « Comme une manche retournée demeure une manche… », Pratiques picturales,‎ avril 2016 (lire en ligne)
- Louis Doucet, « Claude Briand-Picard. Géométries du quotidien », Le poil à gratter,‎ 2012 (lire en ligne).
- Claude Briand-Picard, Christophe Cuzin, Antoine Perrot, « À propos d’une enquête, dans Où est passée la peinture ? », Paris, Art Press, hors-série n° 16, octobre 1995.

#### Presse
- « De la peinture avec des objets du quotidien », Ouest-France,‎ 19 août 2021 (lire en ligne).
- Harry Bellet, « La couleur sous toutes ses coutures », Le Monde,‎ 6 septembre 2002 (lire en ligne).
- « Pourquoi et comment peindre aujourd'hui, un débat », Le Monde,‎ 13 février 1996 (lire en ligne).